# Zamagurze

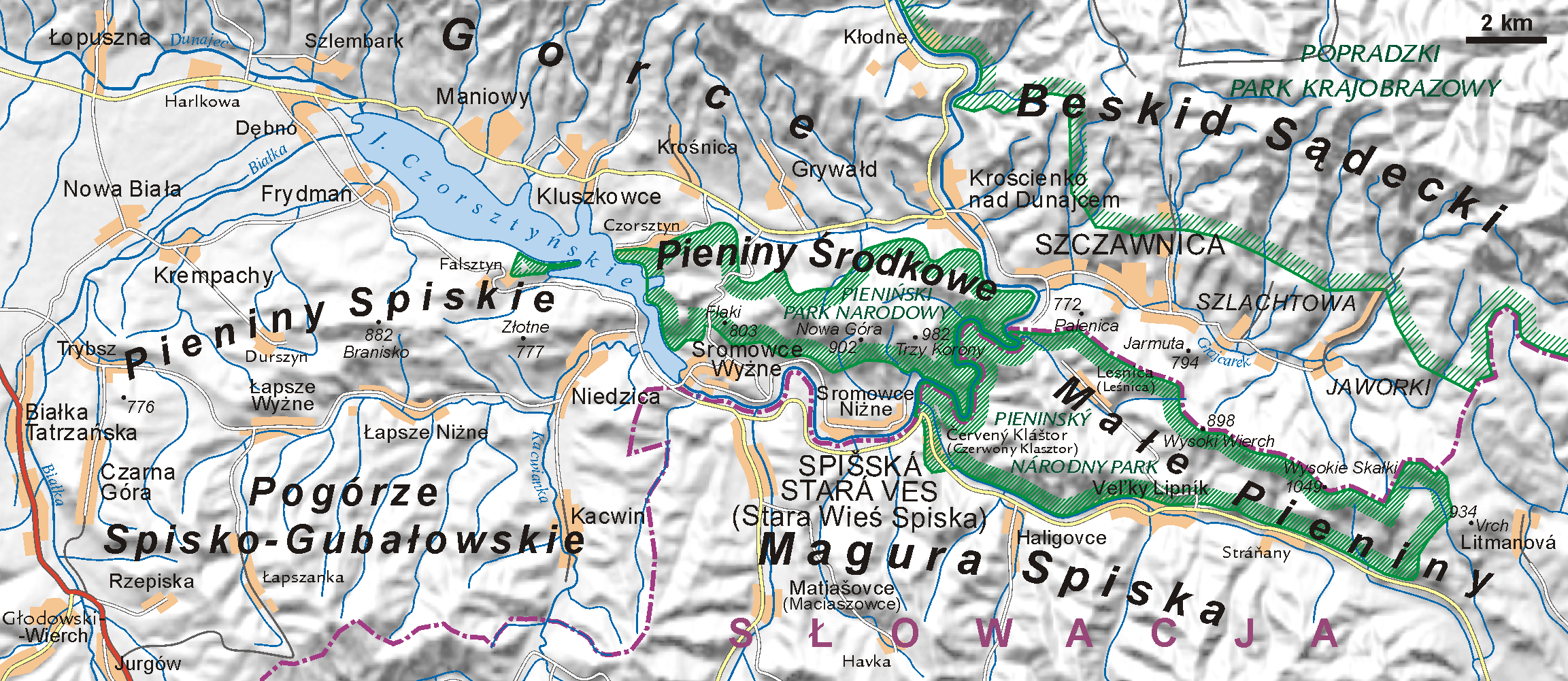
Karte des Zamagurze (südlich des Dunajec)

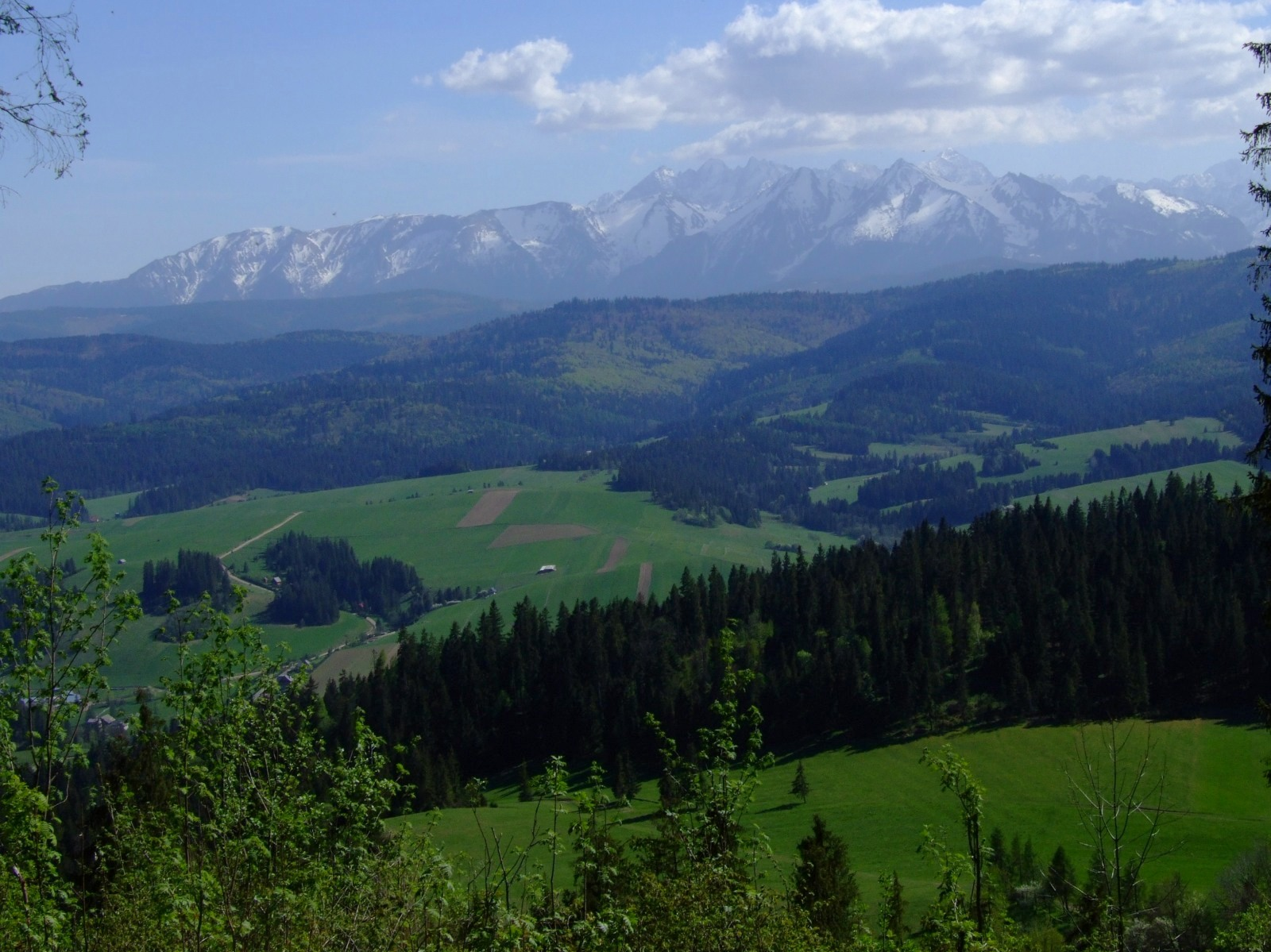
Blick von den Zipser Pieninen

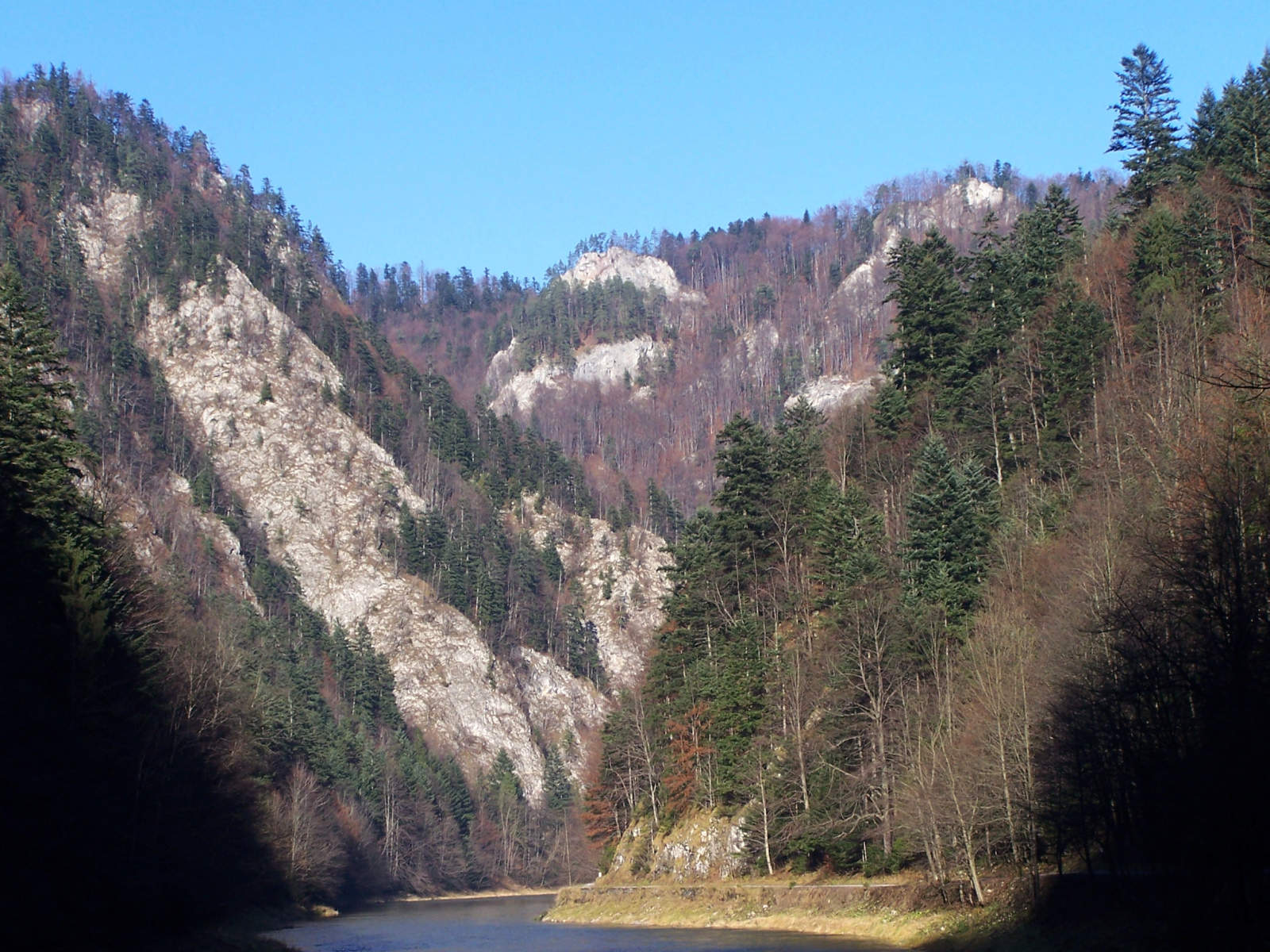
Dunajec-Durchbruch

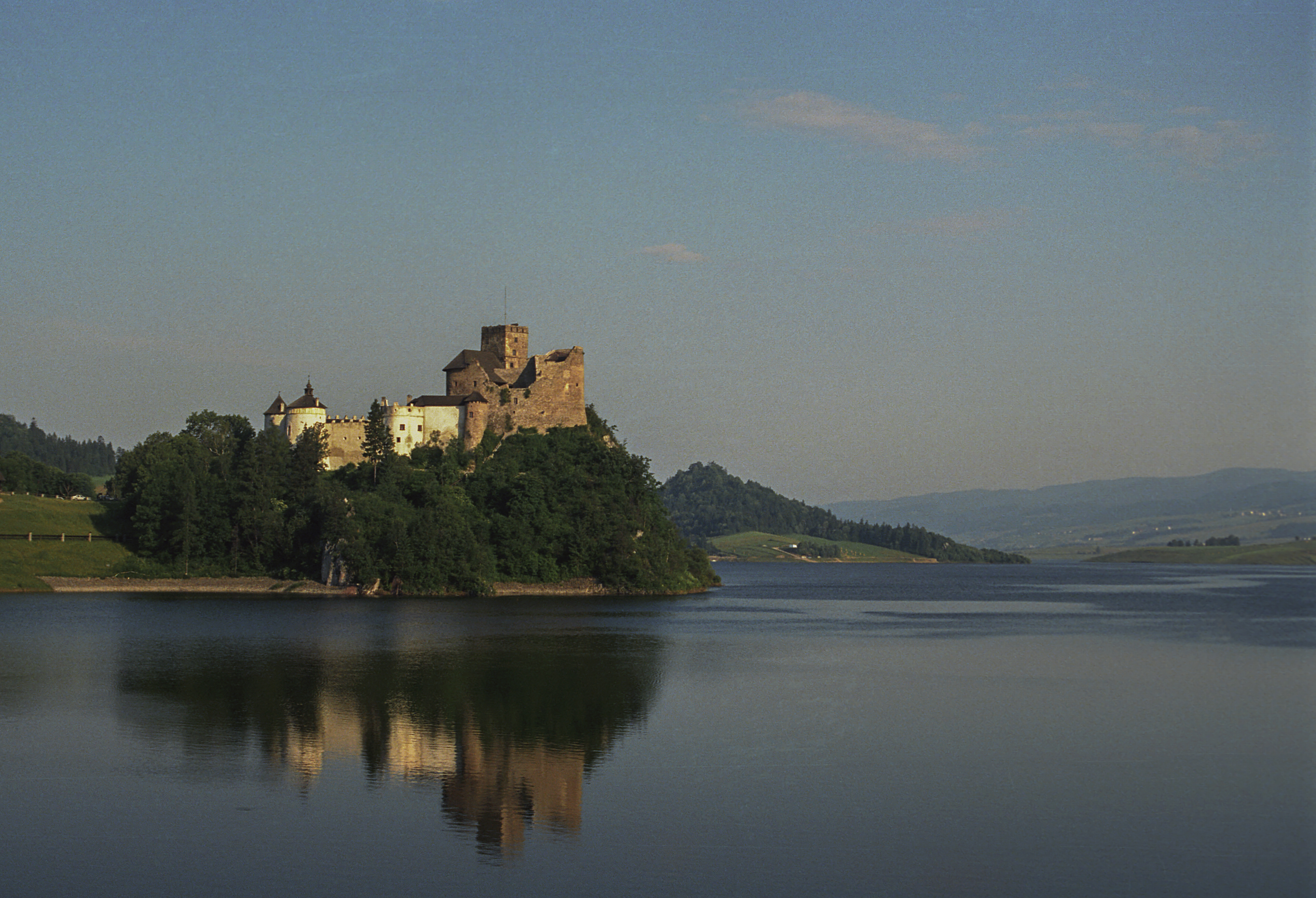
Burg Niedzica

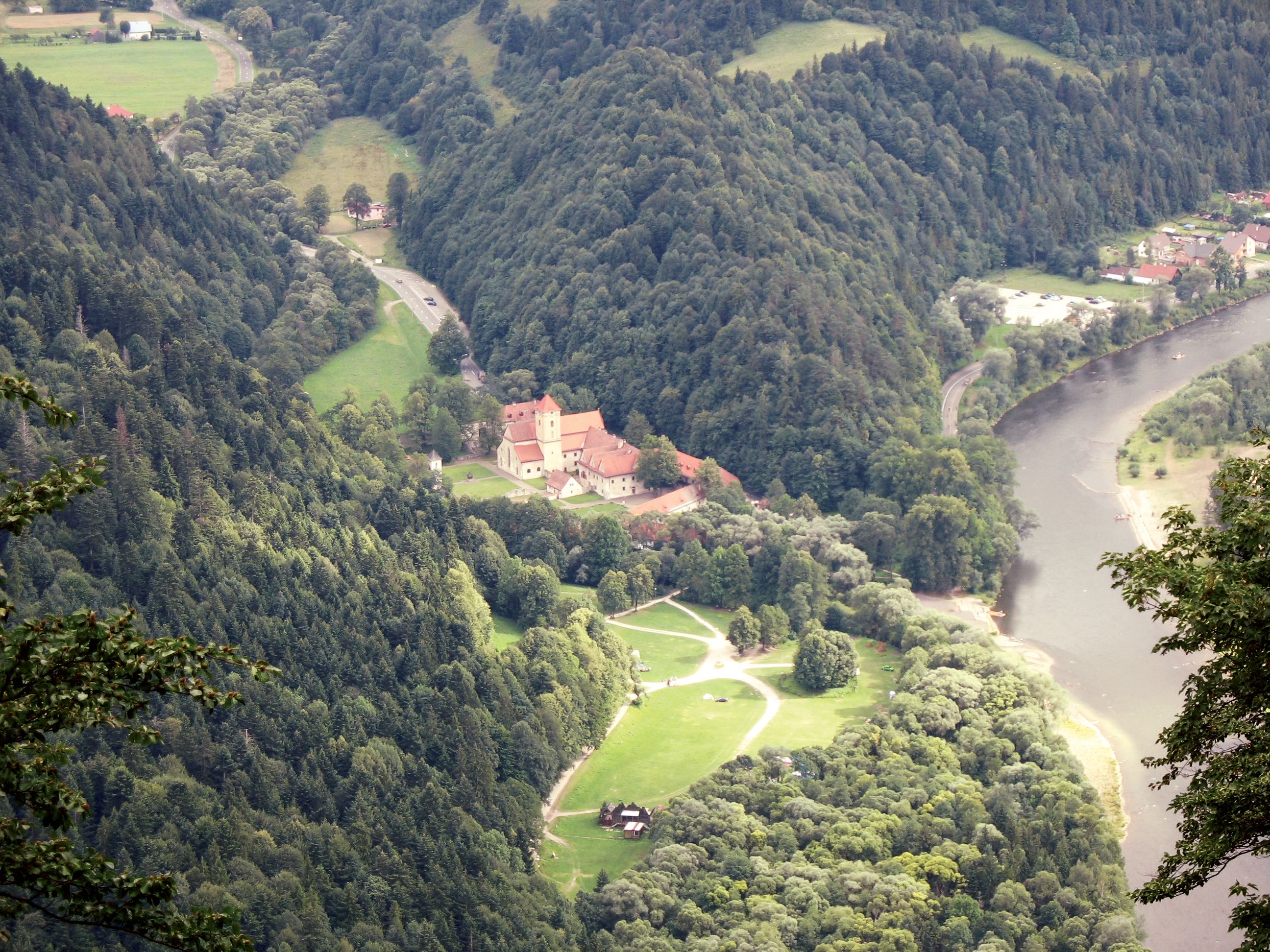
Rotes Kloster

Die Zamagurze (polnisch: Zamagurze; slowakisch: Zamagurie) ist eine Region im südlichen Polen an der Grenze zur Slowakei in der Woiwodschaft Kleinpolen sowie in der Ostslowakei. In Polen umfasst sie die polnische Zips und in der Slowakei den nördlichen Teil der Zips. Der Name lässt sich als Gebiet hinter/jenseits der Magura übersetzen.

## Lage
Die Zamagurze liegt im Norden der Zips. Sie wird im Norden und Westen durch die historische Grenze des Flusses Białka begrenzt, der die Grenze zur Region Podhale bildet. Eine Ausnahme bildet dabei das Gebiet um Nowa Biała. Dieses liegt jenseits der Białka, da der Fluss nach Überflutungen im 17. Jahrhundert seinen Lauf änderte. Im Nordosten sind der Stausee Jezioro Czorsztyńskie und der Fluss Dunajec die Grenze zu den Regionen Gorce, Pieninen und Sandezer Land. Im Süden bildet der Gebirgszug des Zipser Magura die Grenze.
Im nördlichen Bereich der Zamagurze verläuft in Ost-West-Richtung der Gebirgszug der Zipser Pieninen. Südlich davon liegt das Tal der Gebirgsbäche Łapszanka und Trybski Potok. Südlich des Tals befindet sich der Gebirgszug des ebenfalls in Ost-West-Richtung verlaufenden Pogórze Spiskie, ein Teilgebirge des Pogórze Spisko-Gubałowskie, das im Osten und Süden in den Zipser Magura übergeht.

## Geschichte
Zwischen den Jahren 1235 und 1270 wurde die erste Ortschaft des Gebiets in der deutschrechtlichen Kolonisation angelegt: Veľká Lesná, damals unter den deutschsprachlichen Namen Richwald. Bis zum Ende des 13. Jahrhunderts entstanden noch Lendak (1288), Veľká Franková (1296), Lesnica (1297), Lechnica und Reľov. 1309 wurde die heutige Stadt Spišská Stará Ves als Antiqua Villa erstmals erwähnt. Alle diese Ortschaften liegen im heutig slowakischen Teil des Gebiets.
Im frühen 14. Jahrhundert (ab 1307) begann ein Wettbewerb zwischen dem Königreich Polen und dem Königreich Ungarn, das Neumarkter Becken zu erschließen. Ungarn besiedelte die heutige Polnische Zips: Frydman (1308) und Krempachy.
Die Zamagurze wurde seit Anfang des 14. Jahrhunderts Region von der im Jahr 1320 erstmals erwähnten Burg Niedzica aus regiert. Sie war Teil des Komitat Zips im Königreich Ungarn. In Zamagurze wurden polnische Góralen aus dem Sandezer Land, deutsche Siedler aus Sachsen, Lemken aus Ruthenien und Walachen aus der Walachei angesiedelt. Nach dem Ende des Ersten Weltkrieges zerfiel Österreich-Ungarn und die Region wurde zwischen Polen im Westen und der Tschechoslowakei im Osten aufgeteilt.
Nach dem deutsch-slowakischen Überfall auf Polen und dessen Zerschlagung annektierte die Slowakei die polnische Zips, musste sie aber 1945 wieder zurückgeben.

## Folklore
Die Bewohner der Zamagurze sind Góralen und ihre Folklore ähnelt der Folklore der anderen Goralem in Podhale sowie den Beskiden. Sie haben jedoch eine eigene Tracht, die sie unter anderem bei den Floßfahrten durch den Dunajec-Durchbruch tragen. Auch die Architektur der Zipser Góralen hat ihre Eigenart. Bekannteste Sehenswürdigkeiten sind die Burg Niedzica und das Rote Kloster.

## Tourismus
Die bekannteste Touristenattraktion der Zamagurze ist die Floßfahrt durch den Dunajec-Durchbruch durch die Pieninen. Durch die Zamagurze führen auch zahlreiche Wander-, Reit- und Radwege. Von den Gipfeln und Pässen bieten sich Rundumblicke auf die umliegenden Gebirge, insbesondere die Tatra. Auf dem Fluss Białka und dem Badesee Jezioro Czorsztyńskie kann Wassersport betrieben werden. Czarna Góra ist zudem bei Paraglidern beliebt. Es gibt mehrere Skigebiete in Jurgów, Czarna Góra, Niedzica und Kacwin.